# 伊塔烏聯合銀行
伊塔烏聯合銀行（Itaú Unibanco）是一家總部位於巴西聖保羅的上市銀行，屬於伊塔烏投資控股 。是2008年11月4日伊塔烏銀行和巴西聯合銀行合併的結果。二者合併形成的伊塔烏聯合集團（Itaú Unibanco Holding S.A.）。伊塔乌联合银行是巴西最大的银行，也是拉丁美洲和南半球最大的银行，是世界上第七十一大银行。資產規模已超过巴西國內的巴西銀行。该银行在圣保罗B3和纽约证券交易所上市。
Redecard由伊塔烏聯合銀行持有。伊塔烏聯合銀行在巴西零售銀行業占11%的市場份額，它在阿根廷、 智利、巴拉圭和烏拉圭都有分支機構。其業務拓展到了英格兰、盧森堡、葡萄牙、美國、日本、中國、香港和阿拉伯聯合酋長國。是伊塔烏投資控股最重要的機構之一。2009年8月22日，該公司宣佈與塞古鲁港集團開始成為合作夥伴。

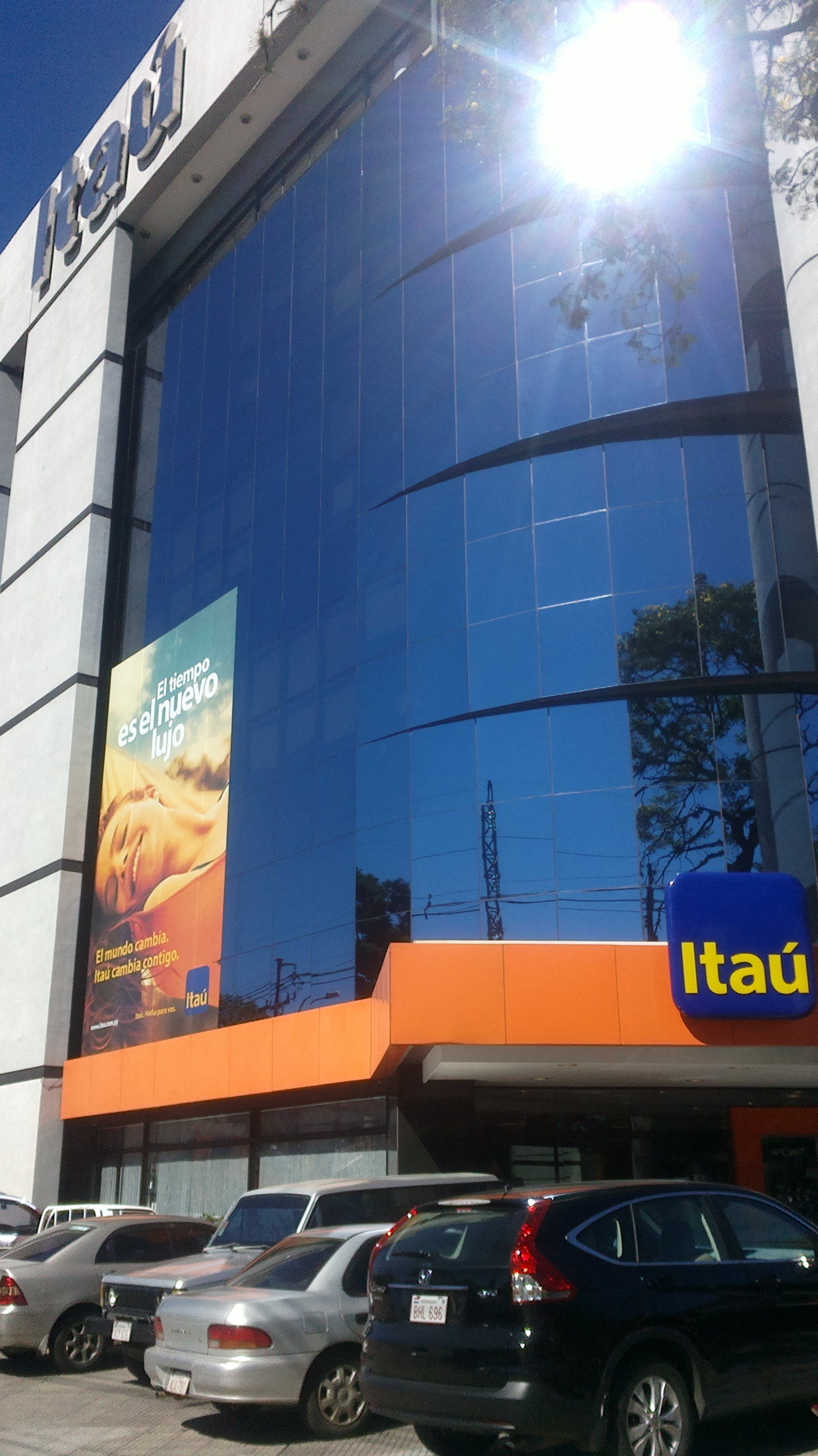
巴拉圭亞松森的伊塔烏銀行

2009 年 8 月 22 日，Banco Itaú Unibanco 和保險公司 Porto Seguro 披露他們已結成聯盟。該聯盟旨在合併他們的住宅和汽車保險業務，並包括一項運營協議，根據該協議，該聯盟將獨家獲得向 Banco Itaú Unibanco 在巴西和烏拉圭分行網絡的客戶提供和分銷房主和車輛保險產品的權限。 
2013年6月，該用戶宣佈決定收購花旗銀行的零售業務。
截至2017年12月31日，Itaú Unibanco共經營4,981家分行、46,965台自動提款機以及94家數字分行。 

## 外部連結
- Itaú International（页面存档备份，存于） Global Website
- （葡萄牙文） Banco Itaú（页面存档备份，存于） Brazilian Website
- （西班牙文） Banco Itaú del Buen Ayre（页面存档备份，存于） Argentine Website
- （葡萄牙文） Itaú Unibanco Holding S.A. Investor Relations（页面存档备份，存于） Brazilian Website